# Peter Fredin
Peter Fredin (ur.  1970, Halmstad) – szwedzki brydżysta, World Life Master (WBF), European Master oraz European Champion w kategorii Open (EBL).

## Wyniki brydżowe

### Olimpiady
Na olimpiadach uzyskał następujące rezultaty:
| Olimpiady brydżowe. Zawody teamów | Olimpiady brydżowe. Zawody teamów | Olimpiady brydżowe. Zawody teamów | Olimpiady brydżowe. Zawody teamów | Olimpiady brydżowe. Zawody teamów | Olimpiady brydżowe. Zawody teamów |
| Rok                               | Miejsce                           | Zawody                            | Kategoria                         | Drużyna                           | Pozycja                           |
| --------------------------------- | --------------------------------- | --------------------------------- | --------------------------------- | --------------------------------- | --------------------------------- |
| 2004                              | Stambuł                           | 12. Olimpiada Teamów              | Open                              | Sweden                            | 9                                 |
| 2000                              | Maastricht                        | 11. Olimpiada Brydżowa            | Open                              | Sweden                            | 9                                 |
| 1996                              | Rodos                             | 10. Olimpiada Teamów              | Open                              | Sweden                            | 11                                |

### Zawody światowe
W światowych zawodach zdobył następujące lokaty:
| Mistrzostwa Świata. Konkurencja teamów | Mistrzostwa Świata. Konkurencja teamów | Mistrzostwa Świata. Konkurencja teamów  | Mistrzostwa Świata. Konkurencja teamów | Mistrzostwa Świata. Konkurencja teamów | Mistrzostwa Świata. Konkurencja teamów |
| Rok                                    | Miejsce                                | Zawody                                  | Kategoria                              | Drużyna                                | Pozycja                                |
| -------------------------------------- | -------------------------------------- | --------------------------------------- | -------------------------------------- | -------------------------------------- | -------------------------------------- |
| 2011                                   | Veldhoven                              | 40. Mistrzostwa Świata Teamów           | Trans                                  | Wrang                                  | 109                                    |
| 2011                                   | Veldhoven                              | 40. Mistrzostwa Świata Teamów           | Open                                   | Sweden                                 | 5                                      |
| 2010                                   | Filadelfia                             | 13. Seria Mistrzostw Świata             | Open                                   | Fredin                                 | 9                                      |
| 2007                                   | Szanghaj                               | 38. Mistrzostwa Świata Teamów           | Trans                                  | Mahaffey                               | 18                                     |
| 2006                                   | Werona                                 | 12. Mistrzostwa Świata                  | Open                                   | Henner                                 | 2                                      |
| 2005                                   | Estoril                                | 37. Mistrzostwa Świata Teamów           | Open                                   | Sweden                                 | 4                                      |
| 2003                                   | Monte Carlo                            | 36. Mistrzostwa Świata Teamów           | Open                                   | Sweden                                 | 13                                     |
| 2002                                   | Montreal                               | 11. Mistrzostwa Świata                  | Open                                   | Fredin                                 | 4                                      |
| 2000                                   | Southampton                            | 34. Mistrzostwa Świata Teamów           | Open                                   | Sweden                                 | 5                                      |
| 1998                                   | Lille                                  | 10. Mistrzostwa Świata                  | Open                                   | Lindkvist                              | 3                                      |
| 1996                                   | Rodos                                  | 1. Mistrzostwa Świata Teamów Mikstowych | Miksty                                 | Karrstrand                             | 86                                     |

| Mistrzostwa Świata. Konkurencja par | Mistrzostwa Świata. Konkurencja par | Mistrzostwa Świata. Konkurencja par | Mistrzostwa Świata. Konkurencja par | Mistrzostwa Świata. Konkurencja par | Mistrzostwa Świata. Konkurencja par |
| Rok                                 | Miejsce                             | Zawody                              | Kategoria                           | Partner                             | Pozycja                             |
| ----------------------------------- | ----------------------------------- | ----------------------------------- | ----------------------------------- | ----------------------------------- | ----------------------------------- |
| 2010                                | Filadelfia                          | 13. Mistrzostwa Świata              | Miksty                              | Marion Michielsen                   | 12                                  |
| 2010                                | Filadelfia                          | 13. Mistrzostwa Świata              | Open                                | Björn Fallenius                     | 2                                   |
| 2006                                | Werona                              | 12. Mistrzostwa Świata              | Miksty                              | Kathy Fallenius                     | 42                                  |
| 2006                                | Werona                              | 12. Mistrzostwa Świata              | Open IMP                            | Gary Gottlieb                       | 4                                   |
| 2002                                | Montreal                            | 11. Mistrzostwa Świata              | Open                                | Magnus Lindkvist                    | 21                                  |
| 2002                                | Montreal                            | 11. Mistrzostwa Świata              | Miksty                              | Grace Jeklin                        | 163                                 |
| 1998                                | Lille                               | 10. Mistrzostwa Świata              | Open                                | Magnus Lindkvist                    | 3                                   |

| Mistrzostwa Świata. Konkurencja indywidualna | Mistrzostwa Świata. Konkurencja indywidualna | Mistrzostwa Świata. Konkurencja indywidualna | Mistrzostwa Świata. Konkurencja indywidualna | Mistrzostwa Świata. Konkurencja indywidualna | Mistrzostwa Świata. Konkurencja indywidualna |
| Rok                                          | Miejsce                                      | Zawody                                       | Kategoria                                    | Pozycja                                      |                                              |
| -------------------------------------------- | -------------------------------------------- | -------------------------------------------- | -------------------------------------------- | -------------------------------------------- | -------------------------------------------- |
| 2000                                         | Ateny                                        | 5. Indywidualne Mistrzostwa Świata           | Open                                         | 13                                           |                                              |

### Zawody europejskie
W europejskich zawodach zdobył następujące lokaty:
| Zawody europejskie. Konkurencja teamów | Zawody europejskie. Konkurencja teamów | Zawody europejskie. Konkurencja teamów    | Zawody europejskie. Konkurencja teamów | Zawody europejskie. Konkurencja teamów | Zawody europejskie. Konkurencja teamów |
| Rok                                    | Miejsce                                | Zawody                                    | Kategoria                              | Drużyna                                | Pozycja                                |
| -------------------------------------- | -------------------------------------- | ----------------------------------------- | -------------------------------------- | -------------------------------------- | -------------------------------------- |
| 2013                                   | Ostenda                                | 6. Otwarte Mistrzostwa Europy             | Open                                   | Rosenthal                              | 43                                     |
| 2013                                   | Ostenda                                | 6. Otwarte Mistrzostwa Europy             | Miksty                                 | Schaltz                                | 3                                      |
| 2012                                   | Ejlat                                  | 11. Puchar Europy                         | Open                                   | BK Lavec – Smile                       | 7                                      |
| 2012                                   | Dublin                                 | 51. Mistrzostwa Europy Teamów             | Open                                   | Sweden                                 | 8                                      |
| 2010                                   | Ostenda                                | 50. Mistrzostwa Europy Teamów             | Open                                   | Sweden                                 | 5                                      |
| 2009                                   | San Remo                               | 4. Otwarte Mistrzostwa Europy             | Miksty                                 | Bertheau                               | 17                                     |
| 2009                                   | San Remo                               | 4. Otwarte Mistrzostwa Europy             | Open                                   | Sweden 1                               | 9                                      |
| 2008                                   | Amsterdam                              | 7. Puchar Europy                          | Open                                   | DNC - Denmark                          | 9                                      |
| 2007                                   | Antalya                                | 3. Otwarte Mistrzostwa Europy             | Open                                   | Mahaffey                               | 9                                      |
| 2006                                   | Warszawa                               | 48. Mistrzostwa Europy Teamów             | Open                                   | Sweden                                 | 4                                      |
| 2005                                   | Bruksela                               | 4. Puchar Europy Teamów                   | Open                                   | Schaltz - Denmark                      | 2                                      |
| 2005                                   | Teneryfa                               | 2. Otwarte Mistrzostwa Europy             | Open                                   | O'Rourke                               | 52                                     |
| 2005                                   | Teneryfa                               | 2. Otwarte Mistrzostwa Europy             | Miksty                                 | O'Rourke                               | 17                                     |
| 2004                                   | Malmö                                  | 47. Mistrzostwa Europy Teamów             | Open                                   | Sweden                                 | 2                                      |
| 2003                                   | Mentona                                | 1. Otwarte Mistrzostwa Europy             | Open                                   | O'Rourke                               | 42                                     |
| 2003                                   | Mentona                                | 1. Otwarte Mistrzostwa Europy             | Miksty                                 | O'Rourke                               | 5                                      |
| 2002                                   | Salsomaggiore                          | 46. Mistrzostwa Europy Teamów             | Open                                   | Sweden                                 | 5                                      |
| 1999                                   | Malta                                  | 44. Mistrzostwa Europy Teamów             | Open                                   | Sweden                                 | 2                                      |
| 1998                                   | Akwizgran                              | 5. Mistrzostwa Europy Mikstów             | Miksty                                 | Larsson                                | 80                                     |
| 1997                                   | Montecatini                            | 43. Mistrzostwa Europy Teamów             | Open                                   | Sweden                                 | 8                                      |
| 1994                                   | Papendal                               | 14. Młodzieżowe Mistrzostwa Europy Teamów | Juniorzy                               | Sweden                                 | 9                                      |
| 1994                                   | Barcelona                              | 3. Mistrzostwa Europy Mikstów             | Miksty                                 | De Knijff                              | 33                                     |
| 1992                                   | Paryż                                  | 13. Młodzieżowe Mistrzostwa Europy Teamów | Juniorzy                               | Sweden                                 | 5                                      |

| Zawody europejskie. Konkurencja par | Zawody europejskie. Konkurencja par | Zawody europejskie. Konkurencja par | Zawody europejskie. Konkurencja par | Zawody europejskie. Konkurencja par | Zawody europejskie. Konkurencja par |
| Rok                                 | Miejsce                             | Zawody                              | Kategoria                           | Partner                             | Pozycja                             |
| ----------------------------------- | ----------------------------------- | ----------------------------------- | ----------------------------------- | ----------------------------------- | ----------------------------------- |
| 2013                                | Ostenda                             | 6. Otwarte Mistrzostwa Europy       | Miksty                              | Nadia Bekkouche                     | 91                                  |
| 2013                                | Ostenda                             | 6. Otwarte Mistrzostwa Europy       | Open                                | Björn Fallenius                     | 33                                  |
| 2009                                | San Remo                            | 4. Otwarte Mistrzostwa Europy       | Open                                | Björn Fallenius                     | 1                                   |
| 2009                                | San Remo                            | 4. Otwarte Mistrzostwa Europy       | Miksty                              | Migry Zur–Companile–Albu            | 12                                  |
| 2007                                | Antalya                             | 3. Otwarte Mistrzostwa Europy       | Open                                | Gary Gottlieb                       | 86                                  |
| 2005                                | Teneryfa                            | 2. Otwarte Mistrzostwa Europy       | Mikst                               | Lou Ann O'Rourke                    | 34                                  |
| 2005                                | Teneryfa                            | 2. Otwarte Mistrzostwa Europy       | Open                                | Gary Gottlieb                       | 125                                 |
| 2003                                | Mentona                             | 1. Otwarte Mistrzostwa Europy       | Mikst                               | Lou Ann O'Rourke                    | 337                                 |
| 1999                                | Warszawa                            | 10. Mistrzostwa Europy Par          | Open                                | Magnus Lindkvist                    | 9                                   |
| 1998                                | Akwizgran                           | 5. Mistrzostwa Europy Mikstów       | Mikst                               | Linda Långström                     | 38                                  |
| 1997                                | Haga                                | 9. Mistrzostwa Europy Par           | Open                                | Magnus Lindkvist                    | 3                                   |
| 1994                                | Barcelona                           | 3. Mistrzostwa Europy Mikstów       | Miksty                              | Midstag                             | 56                                  |
| 1991                                | Fiesch                              | 1. Mistrzostwa Europy Par Juniorów  | Juniorzy                            | Goran Lindberg                      | 17                                  |

## Klasyfikacja
- Peter Fredin – klasyfikacja WBF (ang.)
- Peter Fredin – klasyfikacja EBL (ang.)